# CRN
CRN (Canal Regional de Noticias), fue una cadena de televisión de difusión en abierto en España. Su parrilla estaba conformada por boletines informativos, y diferentes programas informativos.
A lo largo de 2011 cesó sus emisiones. En Castilla-La Mancha cerro sin más y en Andalucía está llegando a acuerdos con empresas no concesionarias para que gestione esas licencias.
La cadena nació en Ciudad Real (Castilla-La Mancha); sus siglas significaban por entonces (Ciudad Real Noticias) aunque pronto se extendió a Andalucía, con la compra de parte de Onda Giralda.
En las concesiones de TDT, en Andalucía, Green Publicidad y Medios (del mismo propietario) ha sido adjudicataria de 28 licencias, sumadas a las 7 de Onda Giralda, y otras 7 de empresas asociadas, hacen de CRN el canal local con más cobertura de la TDT andaluza. Su cobertura llega a ser total en las provincias de Cádiz, Huelva y Jaén, casi total en Sevilla donde solo no tienen licencia en la demarcación de Utrera, y más reducida en las provincias de Almería donde tienen 2 licencias (Ejido y Fijar) en las 5 demarcaciones, Córdoba con 7 (Córdoba, Lucena, Montilla, Palma Río, Priego Córdoba, Puente Genil y Montoro) sobre 11 y Granada con 2 (Granada y Motril) sobre 8, a las que se le suma una licencia autonómica en Castilla-La Mancha.
En abril de 2008, CRN firma un acuerdo de emisión de informativos en el canal 8madrid, canal disponible en toda la Comunidad de Madrid. CRN Madrid emite 6 boletines diarios de información nacional y regional.
En invierno de 2009, CRN-Sevilla cesa definitivamente sus emisiones, como consecuencia del embargo judicial decretado por impagos a su plantilla de trabajadores y a la Tesorería General de la Seguridad Social.
Domingo Díaz de Mera abandona el proyecto en este punto, cediendo el control íntegro a su hasta entonces socio Ignacio Barco.
En enero de 2010 CRN Castilla-La Mancha cierra también sus delegaciones en Guadalajara, Cuenca y Albacete y traslada el centro de producción a Ciudad Real desde Toledo que se convierte en mera delegación. Todos sus trabajadores fueron despedidos y la delegación de Toledo reducida al mínimo. Varios de estos trabajadores crearon un grupo para ayudarse en la búsqueda de nuevos empleos en Facebook bajo el nombre "yo trabajé en CRN".
CRN deja tras de sí un reguero de impagos y perjudicados, oculta tras un entramado de empresas que parapetan a los posibles responsables legales y dificultan la acción de la justicia.
Las empresas que han logrado sentencias favorables contra CRN se encuentran con la ausencia (legal) de bienes y patrimonio y de responsables que hacen imposible la ejecución de los embargos dictados por los tribunales.
El 30 de junio de 2011 el canal CRN cesará sus emisiones, de hecho el 16 de junio de 2011 cesó sus emisiones en la TDT de Castilla-La Mancha, a través del segundo muy autonómico.